# احمد بلال (بازیکن هندبال)
احمد بلال (انگلیسی: Ahmed Belal؛ زادهٔ ۱ ژانویهٔ ۱۹۶۸) بازیکن هندبال اهل مصر بود.